# Danzka
Danzka Vodka žestoko je alkoholno piće koje se proizvodi u Danskoj od 1989. godine. Ova votka se proizvodi destilacijom pšenice, a pakira se u boce od aluminija, što je posebnost ove votke. Jedno od najvažnijih tržišta ovog pića je Rusija, gdje je jedna od najprodavanijih vrsta votki.

## Vrste Danzka vodke
DANZKA Vodka se proizvodi u sljedećim okusima:
- DANZKA Vodka The original (Crvena) - čista votka (40 %)
- DANZKA Vodka Currant (Ljubičasta) - votka s okusom ribiza (40 %)
- DANKZA Vodka Citrus (Žuta) - votka s okusom limuna (40 %)
- DANZKA Vodka Grapefruit (Zelena) - votka s okusom grejpa (40 %)
- DANZKA Vodka CranberyRaz (Fuksija) - votka s okusom brusnice i maline (40 %)
- DANZKA Vodka blue (Plava) - čista votka (50 %)